# 2023-as angol labdarúgó-ligakupa-döntő
A 2022–2023-as EFL ligakupa döntőjét 2023. február 26-án játszották a Wembley Stadionban, Londonban. A Newcastle United találkozott a Manchester United csapatával. Közel 35 év elteltével az első angol kupadöntő volt, ahol a stadionban nem csak ülőhelyek voltak. A Manchester United diadalmaskodott 2–0-ra, első trófeájukat megnyerve hat év elteltével.
A címvédő a Liverpool csapata volt, akik a negyedik fordulóban kaptak ki, a Manchester City elleni 3–2-es vereséget követően.

## Út a döntőbe
| Manchester United | Manchester United | Forduló      | Newcastle United | Newcastle United |
| ----------------- | ----------------- | ------------ | ---------------- | ---------------- |
|                   |                   |              |                  |                  |
| Ellenfél          | Eredmény          |              | Ellenfél         | Eredmény         |
| Nem játszott      | Nem játszott      | Második kör  | Tranmere Rovers  | 2–1              |
| Aston Villa       | 4–2               | Harmadik kör | Crystal Palace   | 0–0 (ti.: 3–2)   |
| Burnley           | 2–0               | Negyedik kör | Bournemouth      | 1–0              |
| Charlton Athletic | 3–0               | Negyeddöntő  | Leicester City   | 2–0              |
| Nottingham Forest | 3–0, 2–0          | Elődöntő     | Southampton      | 1–0, 2–1         |

### Manchester United
Tekintve, hogy a United a szezonban indult az Európa-ligában, a csapat csak a harmadik fordulóban lépett be a ligakupába. Az Aston Villa csapatát kapta a manchesteri csapat. Hazai pályán végül magabiztosan diadalmaskodott a United, annak ellenére, hogy a Villa kétszer is előnyben volt. A United góljait Anthony Martial, Marcus Rashford, Bruno Fernandes és Scott McTominay szerezte, a végeredmény 4–2 lett. December 21-én a másodosztályú Burnley-vel játszott a United. ismét hazai pályán, csökkentett nézőszám előtt. A Vörös Ördögök 2–0-ra diadalmaskodtak, Christian Eriksen és Rashford góljával nyertek. A negyeddöntőben a manchesteri csapat 3–0-ra nyert az Old Traffordon a Charlton Athletic ellen, Antony találatával és Rashford duplájával. Az elődöntő első mérkőzésén szinte bebiztosította a United a döntőbe jutást, 3–0-ra nyertek a Nottingham Forest ellen, Marcus Rashford, Wout Weghorst és Bruno Fernandes góljaival. A visszavágót a manchesteri csapat Martial és Fred találataival nyerte meg, 2–0-ra.

### Newcastle United
Mint minden Premier League-csapat, ami nem szerepelt európai kupasorozatban, a Newcastle United is a második körben lépett be a ligakupába. Itt a negyedosztályban szereplő Tranmere Rovers ellen játszottak, a mérkőzésen hátrányba kerültek, mielőtt Lascelles és Wood góljaival megnyerték a mérkőzést. A harmadik körben hazai pályán játszott a Newcastle, a szintén első osztályú Crystal Palace ellen. A mérkőzésen nem született gól rendes játékidőben, végül büntetőkkel dőlt el. A United belőtte az első három büntetőt, de a következő kettőt kihagyták. Szerencséjükre a Crystal Palace csak kétszer tudott betalálni, így a párbaj végeredménye 3–2 lett. A következő fordulóban a Newcastle az AFC Bournemouth csapatát kapta, Adam Smith öngólja elég volt arra, hogy továbbjussanak. A negyeddöntőben az északi csapat a Leicester City ellen mérkőzött meg, Dan Burn és Joelinton második félidőben szerzett góljaival jutottak tovább. Az elődöntő első mérkőzésén a Southampton ellen ismét Joelinton gólja számított a győztes találatnak, a 73. percben biztosította be a győzelmet a Unitednek. Egy héttel később a visszavágón a Newcastle Sean Longstaff duplájával nyert, a saját nevelésű játékos az 5. és a 21. percben vette be a Southampton kapuját. A Newcastle ezzel első kupadöntőjébe jutott be 1999 óta, amikor szintén a Manchester United ellen mérkőztek meg.

## A mérkőzés

### Áttekintés
A mérkőzés előtt kérdéses volt Marcus Rashford szereplése, hiszen megsérült az előző mérkőzésen a Barcelona ellen az Európa-ligában. Ezek mellett sérülések miatt nem léphetett pályára Anthony Martial, Christian Eriksen és Donny van de Beek se. Viszont visszatért a csapatba Antony és Harry Maguire is, bár az utóbbi nem kezdett. A Newcastle eltiltás miatt elvesztette első számú kapusát, Nick Pope-ot, illetve Martin Dúbravka se játszhatott, hiszen kölcsönben szerepelt a manchesteri csapatban a szezon első felében, így Loris Karius kezdett a Szarkák kapujában. Dúbravkához hasonlóan Anthony Gordon se játszhatott a mérkőzésen, hiszen januárig az Everton játékosa volt. Sérülés miatt kiesett még Emil Krafth, de Bruno Guimarães letöltötte három mérkőzésig tartó eltiltását a döntő előtt.
A mérkőzés első nagyobb helyzetét a manchesteri csapat alakította ki, mikor Wout Weghorst elé került a labda, de a holland csatár nem tudta befejezni a támadást. Erre válaszolt Callum Wilson, aki sikertelenül fejelte kapura a labdát. A 17. percben Antony lőtte kapura a labdát a tizenhatoson kívülről, de Karius ismét védeni tudott. Nem sokkal később Kieran Trippier a kapu elé helyezte a labdát, amit Fabian Schär fölé fejelt. Ugyan mindkét csapat veszélyesen kezdett, a Manchester United szerezte az első gólt, mikor a 33. percben Casemiro a kapuba fejelte Luke Shaw beadását egy szabadrúgás után. A ligakupa gólkirálya, Marcus Rashford duplázta meg a United előnyét hat perccel később, miután lövése megpattant Sven Botman holland védő lábán és Karius feje fölött a hálóban kötött ki. Percekkel az első félidő előtt a Newcastle közel állt a szépítéshez, de Dan Burn nem tudta befejezni az ismét Trippier által kialakított helyzetet.  A Unitednek is volt még egy lehetősége a félidő vége előtt, de Weghorst lövését ezúttal is kivédte Karius.
Ugyan a Newcastle jobban kezdett játszani, a második félidő kevésbé volt eseménydús. A 68. percben Lisandro Martínez blokkolta Joelinton lövését, majd a róla lepattanót labdát a brazil ismét az argentin védőbe lőtte. Öt perccel később ismét helyzetbe kerültek a Szarkák, Bruno Guimarães adott egy jó passzt Trippiernek, kinek lövését David de Gea védte. Alig pár perccel később ismét Karius-nak kellett védenie, ekkor Rashford lövését tudta megfogni. Öt perccel a mérkőzés vége előtt a csereként beálló Aaron Wan-Bissaka majdnem betalált, de Karius ismét állta helyét. A szintén csereként pályára lépő Jacob Murphy lövése az utolsó másodpercekben nem találta el a kaput, míg Bruno Fernandes utolsó próbálkozását Karius a kapun kívül tartotta. Így a Manchester United 2–0-ra legyőzte a Newcastle-t, megnyerve első trófeáját hat év elteltével.

### Részletek
| 2023. február 26. 16:30 GMT (17:30 CET) |

| Manchester United         | 2–0 | Newcastle United |
| ------------------------- | --- | ---------------- |
| Casemiro 33' Rashford 39' |     |                  |

| Wembley Stadion, London Nézőszám: 87 306 Játékvezető: David Coote |

| Manchester United | Newcastle United |

| KP           | 1  | David de Gea       |      | 84'   |
| JV           | 20 | Diogo Dalot        | 45'0 | 9'    |
| KV           | 6  | Lisandro Martínez  |      | 90+6' |
| KV           | 19 | Raphaël Varane     |      |       |
| BV           | 23 | Luke Shaw          |      | 90+1' |
| KP           | 17 | Fred               | 69'  | 37'   |
| KP           | 18 | Casemiro           |      | 87'   |
| JKP          | 21 | Antony             | 83'  |       |
| TKP          | 8  | Bruno Fernandes 0  |      |       |
| BKP          | 10 | Marcus Rashford    | 88'  |       |
| KCS0         | 27 | Wout Weghorst      | 69'  |       |
| Cserék:      |    |                    |      |       |
| KP           | 22 | Tom Heaton         |      |       |
| V            | 2  | Victor Lindelöf    |      |       |
| V            | 5  | Harry Maguire      | 88'  |       |
| V            | 29 | Aaron Wan-Bissaka  | 45'  |       |
| V            | 12 | Tyrell Malacia     |      |       |
| KP           | 39 | Scott McTominay    | 69'  |       |
| KP           | 15 | Marcel Sabitzer    | 69'  |       |
| CS           | 49 | Alejandro Garnacho |      |       |
| CS           | 25 | Jadon Sancho       | 83'  |       |
| Menedzser:   |    |                    |      |       |
| Erik ten Hag |    |                    |      |       |

| KP         | 22 | Loris Karius        |       |       |
| JV         | 2  | Kieran Trippier     |       |       |
| KV         | 5  | Fabian Schär        |       | 90+6' |
| KV         | 4  | Sven Botman         |       | 67'   |
| BV         | 33 | Dan Burn            |       |       |
| VKP        | 39 | Bruno Guimarães 0   | 78'   |       |
| KP         | 36 | Sean Longstaff      | 45'   |       |
| KP         | 7  | Joelinton           |       | 45+6' |
| JSZ        | 24 | Miguel Almirón      | 90+1' |       |
| KCS0       | 9  | Callum Wilson       | 90+1' |       |
| BSZ        | 10 | Allan Saint-Maximin | 78'   |       |
| Cserék:    |    |                     |       |       |
| KP         | 29 | Mark Gillespie      |       |       |
| V          | 6  | Jamaal Lascelles    |       |       |
| V          | 11 | Matt Ritchie        | 90+1' |       |
| V          | 13 | Matt Targett        |       |       |
| V          | 19 | Javier Manquillo    |       |       |
| KP         | 23 | Jacob Murphy        | 78'   |       |
| KP         | 28 | Joe Willock         | 78'   |       |
| KP         | 32 | Elliot Anderson     | 90+1' |       |
| CS         | 14 | Alexander Isak      | 45'   |       |
| Menedzser: |    |                     |       |       |
| Eddie Howe |    |                     |       |       |

| A mérkőzés játékosa: Casemiro Asszisztensek: Nick Hopton Tim Wood Negyedik játékvezető: Simon Hooper Tartalék játékvezető: Nick Greenhalgh Videobírók: Peter Bankes Eddie Smart | Szabályok - 90 perc játékidő. - 30 perc hosszabbítás döntetlen esetén. - Ha ekkor sincs döntés, akkor tizenegyesek következnek. - Kilenc cserejátékos nevezhető. - Öt játékos cserélhető, a hosszabbításban még egy cserelehetősége van mindkét csapatnak. A cserékre három alkalommal van lehetőség, amelybe nem számít bele a félidő, a hosszabbítás előtti szünet és a hosszabbítás félideje. |

## Statisztika
| Statisztika            | Manchester United | Newcastle United |
| ---------------------- | ----------------- | ---------------- |
| Gólok                  | 2                 | 0                |
| Labdabirtoklás         | 38%               | 62%              |
| Lövések                | 14                | 15               |
| Kaput eltaláló lövések | 9                 | 2                |
| Passzok                | 281               | 435              |
| Passzpontosság         | 66%               | 79%              |
| Szabálytalanság        | 12                | 8                |
| Sárga lapok            | 6                 | 3                |
| Lesek                  | 0                 | 1                |
| Szögletek              | 6                 | 6                |